# Petroglifos de Pusharo
Los Petroglifos de Pusharo son un conjunto de grabados en roca, posiblemente de origen amazónico, ubicado en las riberas del río Palotoa, en el parque nacional del Manú, en Perú y que fueron tallados entre el periodo formativo (2000 a. C. a 200 a. C.), hasta el periodo inca imperial (1430 d. C. a 1532 d. C.).

## Localización
Se encuentran en las riberas del Palotoa. El Palotoa es un afluente del Alto Madre de Dios, en el departamento de Madre de Dios, Perú. Las rocas donde fueron grabados están ubicadas en tres sectores distintos a diferentes alturas respecto al nivel del río y con paneles que oscilan entre los centímetros y más de 24 metros de longitud. Pusharo está ubicado a 529 metros sobre el nivel del mar.

## Aspectos históricos
Probablemente fueron descubiertos por un cauchero en 1909, pero la primera descripción de los petroglifos la hizo el misionero dominico Vicente de Cenitagoya en agosto de 1921. El médico arequipeño Carlos Neuenschwander Landa estudió el sitio de Pusharo en 1969.

## Descripción
Los petroglifos, que se encuentran en tres sectores distintos, son representaciones de caras y símbolos abstractos. Según el investigador italiano Yuri Leveratto podrían estar relacionados con los petroglifos de Quiaca y ser el historial grabado de pueblos amazónicos que estaban viajando desde la selva a la sierra en el primer milenio de la era de Cristo. Según otros investigadores algunos símbolos de Pusharo pueden ser relacionados con la cultura de los Incas, pero según Leveratto sería posible que los amazónicos grabaran algunos símbolos andinos porque fueron influenciados por algunos Incas que avanzaron en la selva en la época de Pachacutec. La imposibilidad de un origen incaico, según Rainer Hosting y Raul Carreño Collatupa indican, «...no existe indicio alguno para sospechar una afiliación cultural inca de los grabados», queda completamente demostrada.

## Conservación
El estado de conservación depende de la ubicación, ya que el río ha erosionado los más cercanos al cauce. También las plantas y musgos son un agente erosivo importante en cuanto al deterioro.